# Adenanthos cuneatus
Adenanthos cuneatus (лат.) — кустарник, вид рода Аденантос (Adenanthos) семейства Протейные (Proteaceae), произрастающий на южном побережье Западной Австралии. Впервые был описан французским натуралистом Жаком Лабиллардьером в 1805 году. В пределах рода Adenanthos вид находится в секции Adenanthos и наиболее близок к A. stictus. A. cuneatus гибридизирется с четырьмя другими видами аденантосов. Это прямостоячий ниспадающий кустарник до 2 м в высоту и ширину с клиновидными лопастными листьями, покрытыми тонкими серебристыми волосками. Неприметные одиночные красные цветки появляются круглый год, особенно поздней весной. Красноватые молодые побеги появляются в течение лета.
Вид чувствителен к фитофторозу, вызываемому Phytophthora cinnamomi, поэтому для его выращивания требуется песчаная почва и хороший дренаж. Примером может служить естественная среда обитания — песчаные почвы в пустоши. Его опылителями являются пчелы, поссумом-медоедом, белоглазкой Zosterops lateralis и медососами, особенно западным шилоклювым медососом. A. cuneatus выращивают в садах в Австралии и на западе США, существуют карликовые и стелющиеся сорта.

## Ботаническое описание
Adenanthos cuneatus — прямостоячий, раскидистый или ниспадающий куст до 2 м в высоту и ширину с лигнотубером, из которого растение может давать новые побеги после лесных пожаров. Клиновидные листья на коротких черешках, длиной 2 см и шириной 1-1,5 см, с 3-5 (а иногда и до 7) закруглёнными зубцами или лепестками на концах. Молодые побеги красные и слегка полупрозрачные. Кустарник светится ярко-красным на фоне света, особенно когда солнце находится низко в небе. Новые побеги в основном появляются летом, а листья в целом покрыты тонкими серебристыми волосками. Неприметные одиночные цветки распускаются в течение всего года, но чаще с августа по ноябрь, тускло-красного цвета длиной около 4 см. Пыльца имеет треугольную форму длиной 31-44 мкм, в среднем около 34 мкм.
Вид во многом похож на своего близкого родственника A. stictus. Наиболее очевидное различие заключается во внешнем виде: многоствольный древесно-клубневый A. cuneatus редко вырастает более 2 м в высоту, тогда как A. stictus представляет собой более высокий одноствольный нелигнотуберный кустарник, который обычно достигает 5 м в высоту. Листья похожи, но у A. cuneatus лопасти на верхушке правильные и с закруглёнными зубцами, а у A. stictus — неправильные и зубчатые. Кроме того, у A. stictus молодые побеги не имеет красноватого покрытия, а молодые листья A. stictus обычно намного крупнее взрослых, тогда как у A. cuneatus разницы не наблюдается. Цветки этих двух видов очень похожи, лишь незначительно различаются размерами, окраской и опушением.

Adenanthos cuneatus
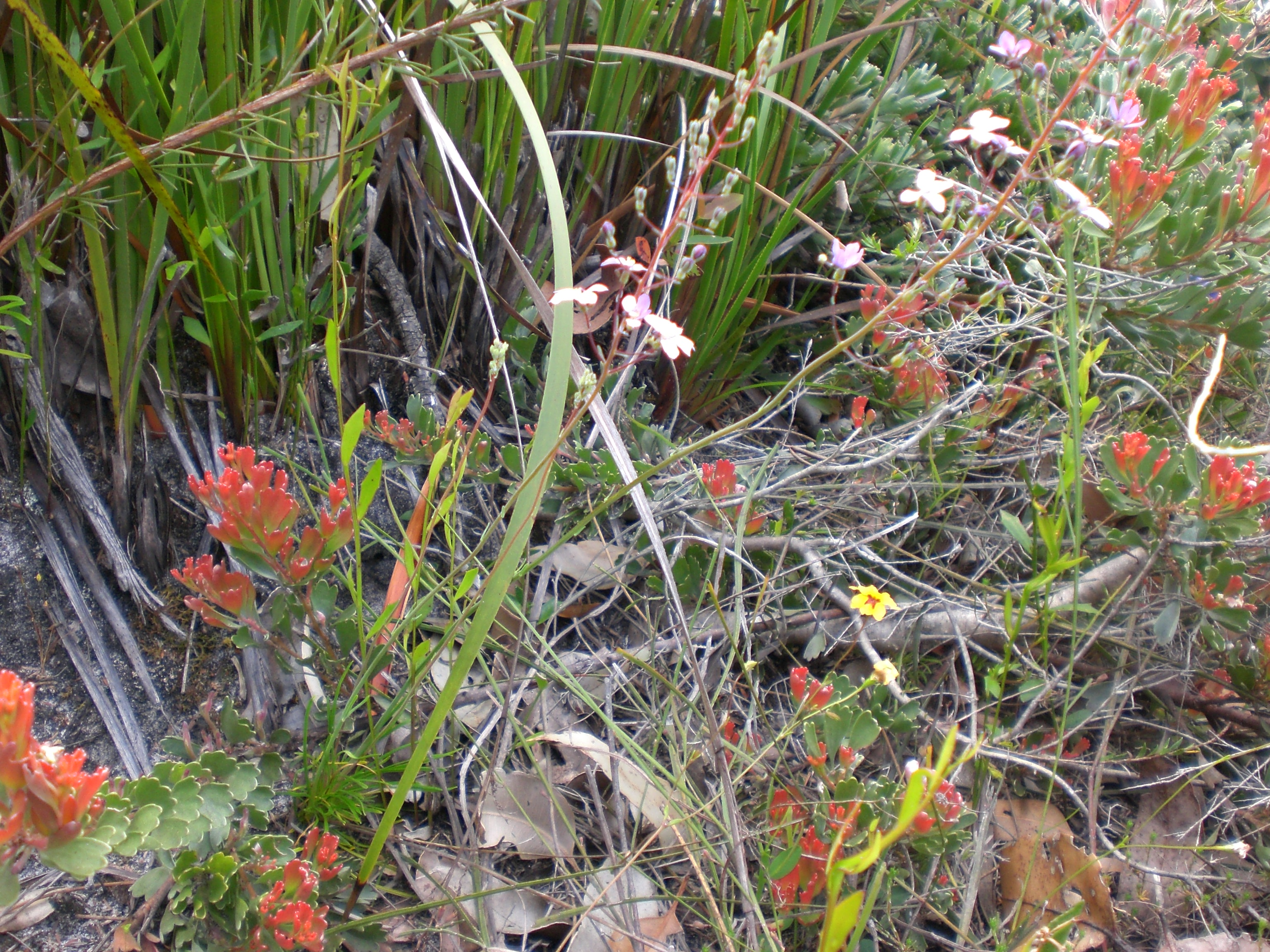
A. cuneatus в природе
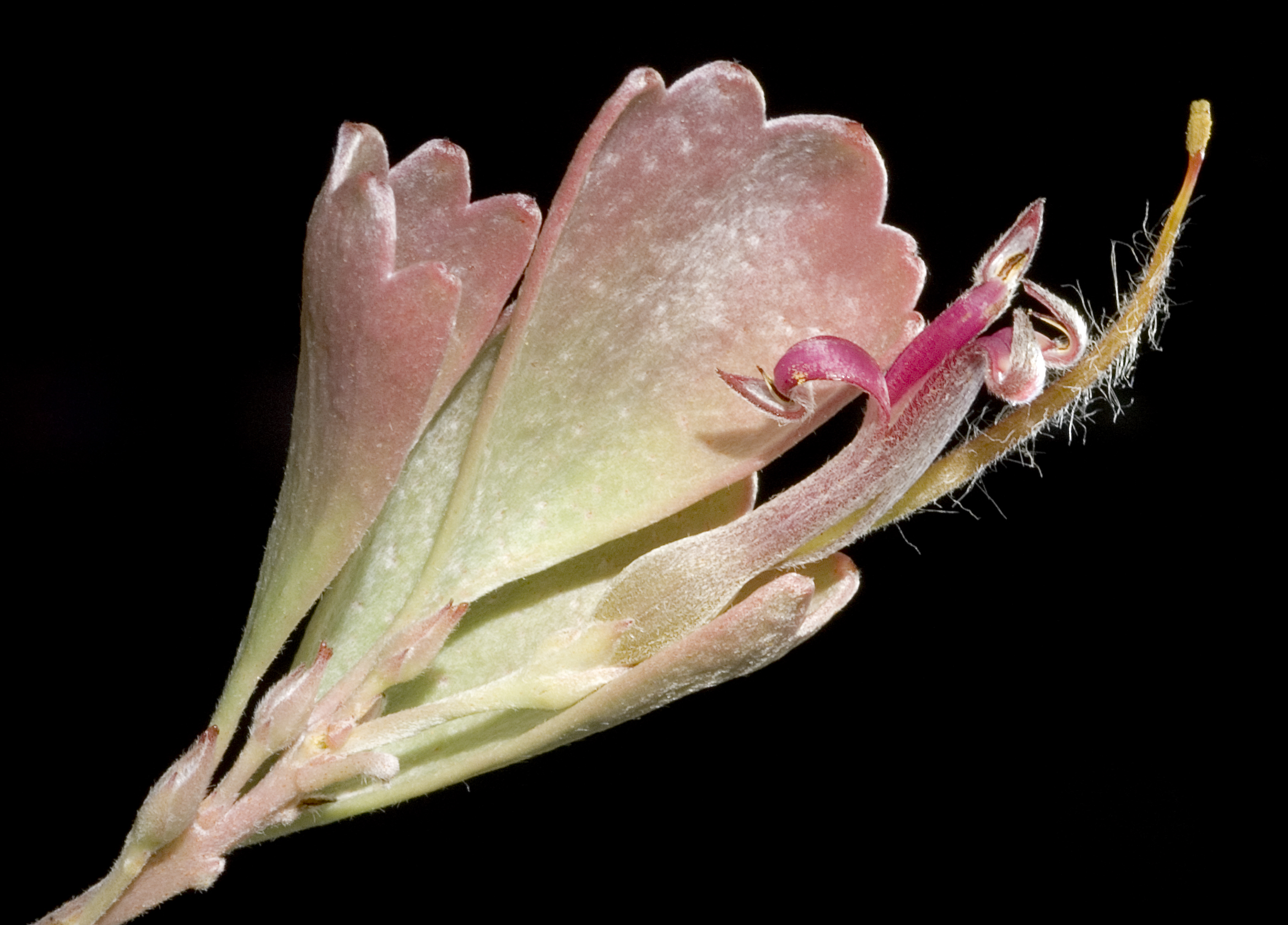
Листья и цветок
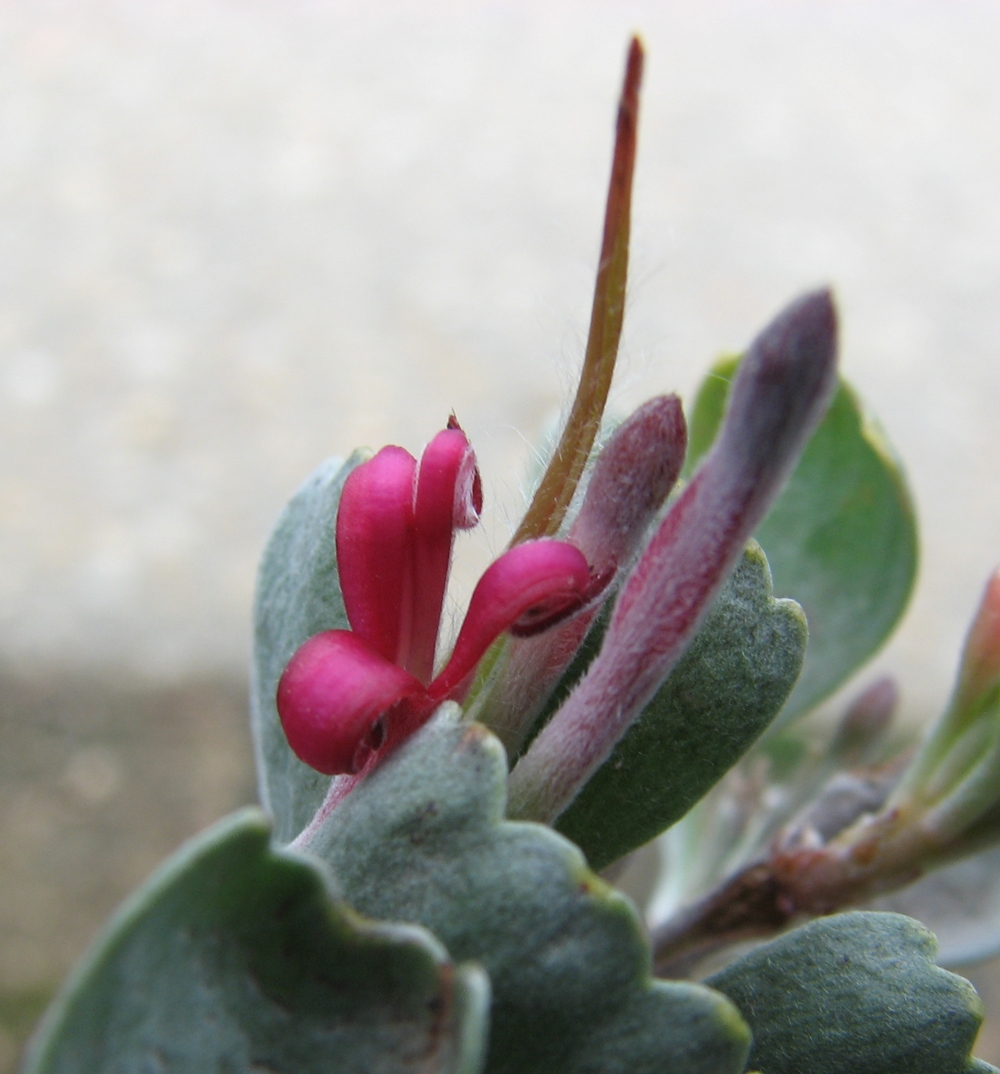
Цветок

## Таксономия

### Открытие и название

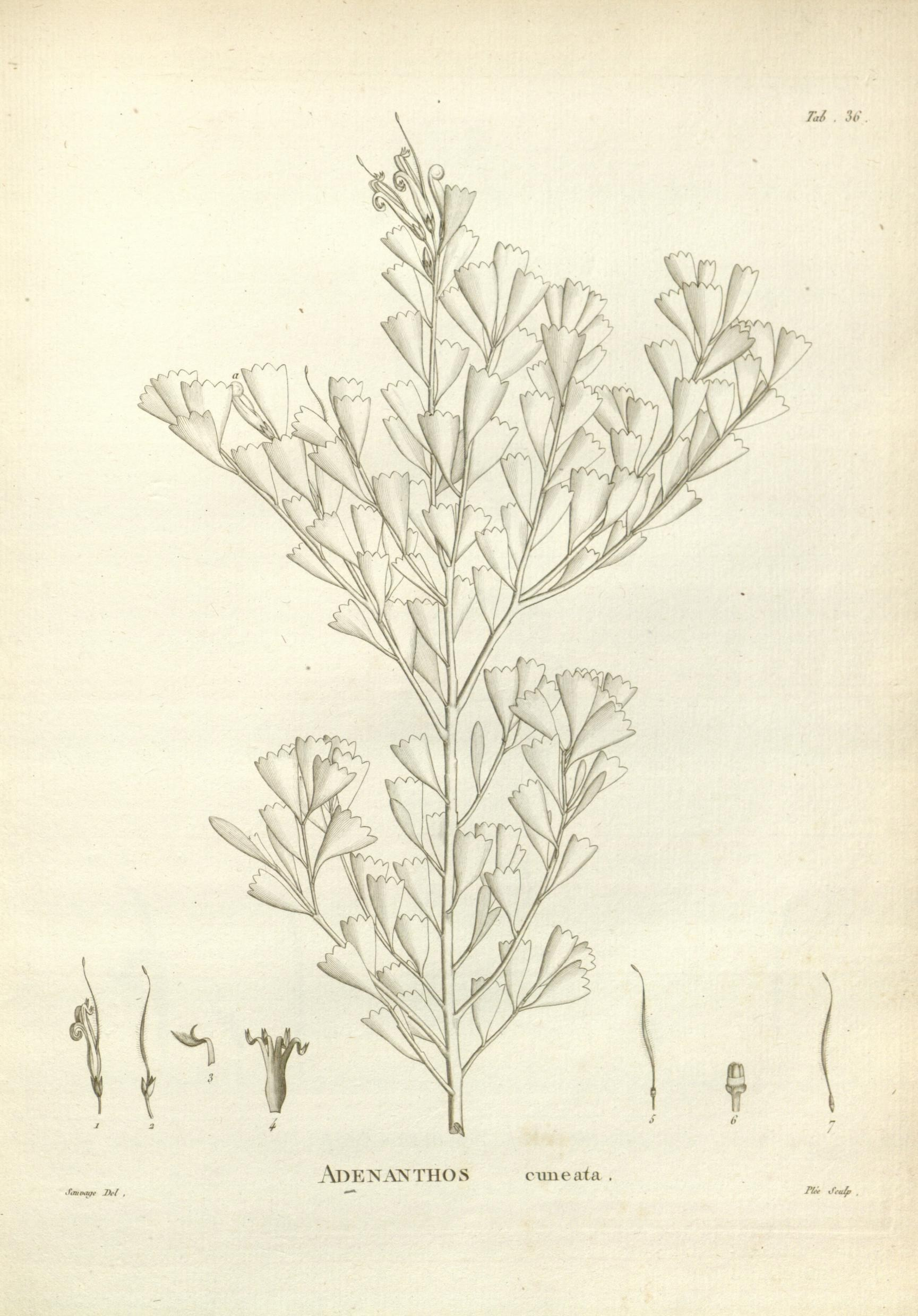
Иллюстрация Жака Лабиллардьера, Novae Hollandiae Plantarum Specimen, 1805

Точное время и место открытия вида неизвестны. Жак Лабиллардьер, будучи ботаником в экспедиции Брюни д’Антркасто, которая бросила якорь в заливе Эсперанс на южном побережье Западной Австралии 9 декабря 1792 года, скорее всего, собрал первый известный ботанический образец Adenanthos cuneatus 16 декабря в ходе поисков в районе между Обсерватори-Пойнт и озером Пинк пропавшего зоолога Клода Риша, который сошёл на берег двумя днями ранее и не вернулся. После безуспешных поисков на следующий день несколько старших членов экспедиции были убеждены, что Риш, должно быть, погиб от жажды или от рук австралийских аборигенов, и посоветовали д’Антркасто плыть без него. Однако Лабиллардьер убедил д’Антркасто поискать на следующий день и был вознаграждён не только возвращением Риша, но и коллекцией нескольких очень важных ботанических образцов, в том числе первых образцов анигозантоса (кенгуровая лапка) и нуитсии (Nuytsia floribunda, называемая рождественское дерево Западной Австралии), а также собственно A. cuneatus.
Прошло тринадцать лет, прежде чем Лабиллардьер опубликовал формальное описание A. cuneatus, и тем временем было сделано ещё несколько коллекций: шотландский ботаник Роберт Броун собрал образец 30 декабря 1801 года во время визита исследовательского судна HMS Investigator в пролив Кинг-Джордж, а четырнадцать месяцев спустя французский ботаник Жан-Батист Лешено де ла Тур, отправившийся в исследовательское путешествие Николя Бодена, и «помощник садовника» Антуан Гишено собрали там больше образцов. Официальный отчёт об экспедиции Бодена содержит заметки Лешено о растительности:
На берегу моря в большом количестве растут Adenanthos cuneata, Adenanthos sericea с бархатистыми листьями и виды того же рода с округлыми листьями.
Лабиллардьер в конечном итоге опубликовал род Adenanthos вместе с A. cuneatus и двумя другими видами в своем исследовании 1805 года Novae Hollandiae Plantarum Specimen. Он выбрал видовое название cuneata в связи с клиновидными (треугольными) листьями этого вида. Это имя имеет женский род, что согласуется с полом, присвоенным этому роду Лабиллардьером. Он не указал, какой из трёх опубликованных видов должен был служить типовым видом аденантоса, но с тех пор ирландский ботаник Э. Чарльз Нельсон выбрал A. cuneatus в качестве лектотипа для рода, поскольку голотип A. cuneatus имеет аннотацию, показывающую происхождение названия рода, и потому что описание этого рода Лабиллардьером является наиболее подробным из трёх, и на него ссылаются другие описания.

### Синонимы
В 1809 году Ричард Солсбери, написавший под именем Джозефа Найта в противоречивой статье «О выращивании растений, принадлежащих к естественному отряду Proteeae», опубликовал название Adenanthes [sic] flabellifolia (сделав ошибку в названии рода!), указав A. cuneata в качестве синонима. Поскольку типовой экземпляр не был предоставлен, и не удалось найти образец, помеченный Найтом, он был расценен как номенклатурный синоним A. cuneata и поэтому был отклонён по принципу приоритета.
Также синонимом этого вида является Adenanthos crenata, опубликованный Карлом Людвигом Вильденовым в 16-м издании Systema Vegetabilium Курта Шпренгеля 1825 года. Вильденов опубликовал как A. cuneata, так и A. crenata, дав им разные описания, но обозначив для них один и тот же типовой экземпляр. Таким образом, A. crenata был отклонен по принципу приоритета [17] и теперь рассматривается как номенклатурный синоним A. cuneatus and is now regarded as a nomenclatural synonym of A. cuneatus..

### Внутриродовое положение
В 1870 году Джордж Бентам опубликовал первую внутриродовую организацию рода Adenanthos в пятом томе своей знаменитой «Австралийской флоры». Он разделил род на две части, поместив A. cuneata в Adenanthos секция Stenolaema, потому что трубка околоцветника у вида прямая и не вздута выше середины. Эта договоренность действует и сегодня, хотя Adenanthos секция Stenolaema теперь переименована в автоним Adenanthos секция Adenanthos.
Фенетический анализ рода, проведённый Нельсоном в 1975 году, дал результаты, по которым A. cuneatus был сгруппирован с A. stictus. Эта пара тогда соседствовала с более крупной группой, в которую входили A. forrestii, A. eyrei, A. cacomorphus, A. ileticos и несколько гибридных и необычных форм A. cuneatus. Анализ Нельсона поддержал разделы Бентама, и поэтому они были сохранены, когда Нельсон опубликовал таксономический пересмотр рода в 1978 году. Он далее подразделил Adenanthos секция Adenanthos на две подсекции, причем A. cuneata был помещён в Adenanthos подсекция Adenanthos по причинам, включая длину его околоцветника, но Нельсон отказался от своих собственных подразделов в своём исследовании 1995 года для серии монографий «Флора Австралии». К этому времени Международный кодекс ботанической номенклатуры вынес постановление, согласно которому все роды, оканчивающиеся на -anthos, должны рассматриваться как имеющие мужской пол, и таким образом видовой эпитет стал cuneatus.

## Распространение и местообитание
A. cuneatus — эндемик Западной Австралии. Это самый распространённый вид аденантоса на южном побережье Западной Австралии. Кустарник является обычным и местным изобилием между проливом Кинг-Джордж и заливом Исраэлит, вдоль побережья и до 40 км (25 миль) вглубь континента, с изолированными популяциями, простирающимися с запада до Уолпол и хребет Стерлинг, а также так далеко к востоку от залива Исраэлит, как бухта Твайлайт.
Этот вид ограничен кремнистыми песчаными почвами и не растёт на известняковых почвах, таких как известняковые равнины Налларбор, или даже кремнистые дюны с известняком на небольшой глубине. Это ограничение объясняет разрыв между популяциями к востоку от залива Исраэлит: вид встречается только в тех немногих местах, где наличие дюн на вершине утеса из глубокого кремнистого песка обеспечивает подходящую среду обитания. При условии, что почва кремнистая и довольно сухая, A. cuneatus переносит ряд почвенных условий: он растёт как в латеритном песке, так и в песках морского происхождения, и выдерживает уровни pH от 3,8 до 6,6.
В соответствии с этими почвенными предпочтениями, A. cuneatus — частый и характерный представитель квонгана, обычно встречающихся на песчаных равнинах Юго-Западной Австралии. Климат в его диапазоне средиземноморский, с годовым количеством осадков от 275 до 1000 мм (от 10,8 до 39,4 дюйма).

## Биология
Колетидные пчелы рода Leioproctus посещают цветки Adenanthos cuneatus. Полевое исследование 1978 года, проведённое вокруг Албани, показало, что поссум-медоед (Tarsipes rostratus) иногда посещал Adenanthos cuneatus, в то время как западный шилоклювый медосос предпочитал этот вид другим цветам. Полевое исследование 1980 года на пляже Чейн показало, что кустарник опыляют медососы Phylidonyris novaehollandiae и Phylidonyris niger. Полевое исследование 1985—1986 годов в национальном парке Фицджералд-Ривер показало, что поссум-медоед, питающийся нектаром, иногда поедает цветок. Белоглазка Zosterops lateralis питается нектаром цветков, а также было замечено, что рано утром эта птица пьёт капли росы с листьев.
Известно, что вид Adenanthos cuneatus восприимчив к фитофторозу, вызываемому Phytophthora cinnamomi, но сообщения о степени восприимчивости варьируются от низкой до высокой. Исследование лесных массивов Banksia attuata в 400 км к юго-востоку от Перта за 16 лет и после волны заражения P. cinnamomi показало, что популяции A. cuneatus существенно не изменились в поражённых районах. Фосфит, используемый для борьбы с грибком оказывает некоторые токсические эффекты на A. cuneatus, с некоторым некрозом кончиков листьев, но куст поглощает небольшое количество соединения по сравнению с другими кустарниками. Образцы прибрежной дюнной растительности показали некоторую чувствительность к грибку Armillaria luteobubalina, при этом от четверти до половины растений, подвергшихся воздействию, погибали от патогена.

## Охранный статус
Международный союз охраны природы классифицирует природоохранный статус вида как «вызывающий наименьшие опасения».

## Культивирование и сорта

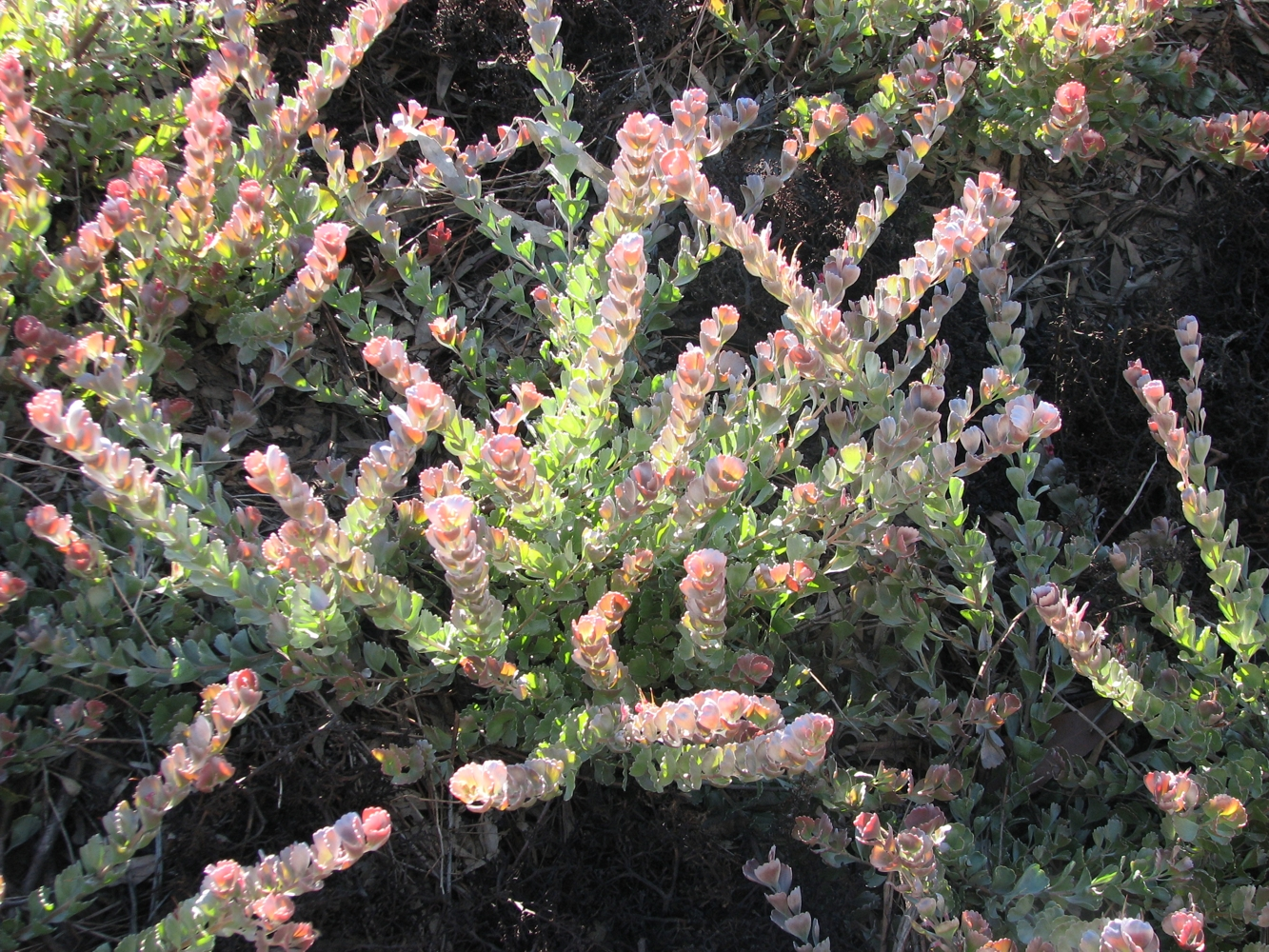
A. cuneatus, сорт Coral Drift

A. cuneatus был завезён в Великобританию в 1824 году, а также выращивается в Австралии и на западе США. Его привлекательная бронзовая или красноватая листва является его главной садовой особенностью, наряду с его способностью привлекать в сад птиц. Для его роста требуется хорошо дренированная почва, он растёт на ярком солнце или в полутени и переносит как песчаные, так и гравийные почвы. Кустарник рекомендуется выращивать как неровный почвопокровный покров перед другими кустарниками или на альпийских горках.
Существуют следующие сорта:
- Coral Drift («Коралловый дрейф») — компактная форма, выращиваемая по крайней мере с 1990-х годов. Его высота составляет 50-70 см, а ширина — 1-1,5 м. Серая листва имеет розовато-пурпурные молодые побеги[41].
- Coral Carpet («Коралловый ковёр») — стелющаяся форма, пики которой достигают около 20 см в высоту и распространяются до 1,5 м в поперечнике. Новая листва розовато-пурпурного цвета. Случайный саженец сорта Coral Drift, он был первоначально выведен Джорджем Луллфицем из питомника Луллфитц в пригороде Перта Ваннеру. Сорт широко выращивается с 2005 года[41].